# Com as Calças na Mão
Com as calças na mão é um filme brasileiro de 1975, do gênero comédia, dirigido por Carlo Mossy.

## Sinopse
Reg é proprietário da loja "Tem Tudo... E Muito Mais". Para satisfazer seus clientes, ele é obrigado a executar as mais estranhas funções.

## Elenco
- Carlo Mossy.... Reg
- Adele Fátima.... Joana
- Abel Pera.... Velho tarado
- Betty Saady.... Lucinha (creditada como Betty Saddy)
- Elza De Castro
- Fernando José.... Dr. Eduardo
- Georgia Quental
- Heloísa Helena.... D. Flora
- Henriqueta Brieba.... D. Nenê
- Hugo Bidet.... Louco
- Jorge Dória.... Pai de Reg
- Lady Francisco.... Mulher no bar
- Luely Figueiró.... Sra. Almeida (creditada como Lueli Figueiró)
- Marta Moyano.... Americana
- Martim Francisco.... (creditado como Martin Francisco)
- Meiry Vieira.... Mulher exorcizada
- Regina Célia
- Rodolfo Arena.... Lauro
- Tião Macalé.... Zé
- Tutu Guimarães.... Dona Zu
- Victor Zambito
- Waldir Maia.... Mordomo
- Wilson Grey.... Taxista
- Wilza Carla.... Recepcionista
- Iara Stein
- Zezé Macedo.... Moribunda